# Lincoln, Illinois
Lincoln är en stad (city) i Logan County, i delstaten Illinois, USA. Enligt United States Census Bureau har staden en folkmängd på 14 419 invånare (2011) och en landarea på 16,6 km². Lincoln är huvudort i Logan County.